# Panaxia brunnescens
Panaxia brunnescens är en fjärilsart som beskrevs av Kettlewell 1943. Panaxia brunnescens ingår i släktet Panaxia och familjen björnspinnare. Inga underarter finns listade i Catalogue of Life.